# Guillermo Arriaga
Guillermo Arriaga (ur. 13 marca 1958 w mieście Meksyk) – meksykański pisarz, scenarzysta i reżyser filmowy.
Zasiadał w jury konkursu głównego na 67. MFF w Wenecji (2010).

## Wybrane utwory
- powieść Nocny bawół (hiszp. El búfalo de la noche, wyd. polskie 2006)
- scenariusz filmu Amores perros
- scenariusz filmu 21 gramów
- scenariusz filmu Trzy pogrzeby Melquiadesa Estrady (nagroda za najlepszy scenariusz na 58. MFF w Cannes)
- scenariusz filmu Babel (nominacja do Oscara)
- powieść Dziki (hiszp. El Salvaje, wyd. polskie 2018)

W 2009 zadebiutował jako reżyser filmem Granice miłości (The Burning Plain).